# Cynophilie
Pour l’article ayant un titre homophone, voir Sinophilie.
Étymologiquement « cynophilie » désigne l'intérêt, l'amour, voire la passion pour les chiens, animal qui a - avec le chat - une place privilégiée parmi les animaux de compagnie en occident et souvent présenté comme le « meilleur ami de l'homme ». Certains auteurs estiment que la cynophilie et la cynologie se sont véritablement développées au XIXe siècle, quand les éleveurs et amateurs de chiens tentaient de produire ou stabiliser et classer de multiples « races » de chiens, travail qui a accompagné l'émergence de concours, d'écoles de dressage et d'un véritable marché économique nouveau.
Par extension le qualificatif cynophile est parfois utilisé pour qualifier des groupes ou personnes utilisant des chiens dans le cadre de leur travail (ex :  Pool cynophile  qui entraînent leurs chiens à l'attaque, à la défense, au sauvetage ou encore à l'accompagnement de non-voyants, personnes âgées, handicapés, autistes...). L'armée de terre française abrite ainsi un bataillon cynophile de l'Armée de Terre et en 2006 le dispositif cynophile de la gendarmerie départementale comptait 421 maîtres de chien et 429 chiens (toutes formations confondues) ; en 1997, ce bataillon entraînait annuellement environ 400 chiens (enregistrant « plus de 200 morsures parmi les maîtres de chien »
Certains vétérinaires se sont spécialisés dans ce domaine et en France a été créée une Société centrale canine et de nombreuses associations de cynophiles.

## Cynophilie et relations homme-chien
Elles ont considérablement varié selon les époques et les lieux. 
Selon une étude récente (2016) rapportée par le journal The Guardian, certains aspects du génome humain pourraient nous prédisposer à entrer en relation avec les chiens. Des gènes connus pour être liés à l'autisme pourraient influer sur les relations homme-chien. 

Des scientifiques ont placé des chiens élevés en laboratoire dans une pièce où étaient présents un chercheur et des conteneurs en plastiques contenant des friandises pour chiens. Deux des conteneurs pouvaient être ouverts facilement, mais l'autre était conçu pour ne pas pouvoir être ouvert par les chiens. Après avoir tenté de l'ouvrir, la plupart des chiens testés se sont tournés vers l'humain en le regardant et semblant implorer de l'aide. 

L'analyse d'une partie du patrimoine génétique (ADN) des chiens (plus et moins sociables lors de cette expérience) a mis en évidence cinq gènes plus susceptibles d'être associés à la tendance des chiens à rechercher des interactions avec l'homme. 

Quatre de ces cinq gènes existent aussi chez l'Homme et étaient déjà connus pour être impliqués dans certains troubles du comportement social humains dont l'autisme.
Derrière la notion de cynophilie peuvent transparaitre des intérêts particuliers éloignés de ceux du chien, et/ou purement commerciaux, avec par exemple dans certains pays les chiens élevés pour être mangés, vendus à haut-prix, dressés comme chiens de combat, pitbull notamment, avec selon certains auteurs un problème que « le lobby cynophile a toujours cherché à dissimuler ou à minimiser, celui du danger représenté par l'usage malintentionné ou tout simplement par la maîtrise insuffisante des gros chiens ». 
La cynophilie a des conséquences socioéconomiques (économie vétérinaire et des vaccins, de l'élevage et de l'alimentation animale) et jusqu'en termes d'urbanisme et d'hygiène publique, avec les parcs à crotte, et ce que Denis Guigo dénomme le « péril fécal canin », qui dans certains pays semble en passe d'être résolu grâce aux changements de pratiques des maîtres de chiens.